# Miss Mundo 2003

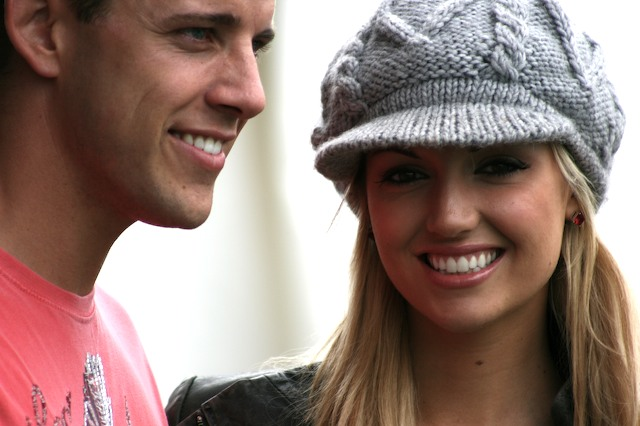
Irlanda Rosanna Davison, Miss Mundo 2003, e seu esposo Wesley Quirk

O 53º Concurso de Miss Mundo aconteceu no Crown of Beauty Theater em Sayna, China em 6 de dezembro de 2003. Participaram 106 delegações e a ganhadora foi a Miss Irlanda Rosanna Davison.